# Большая Тарасовка
Большая Тарасовка — село в Перелюбском районе Саратовской области, в составе сельского поселения Молодёжное муниципальное образование.
Население - 221 (2010)

## История
Основано в конце 1760-х годов мордовскими казёнными крестьянами из Тарасовки Петровского уезда Саратовской губернии (ныне Камешкирский район Пензенской области). Постепенно в деревню приезжали и русские переселенцы из саратовского правобережья. В начале XIX века на Камелик переехали крестьяне из Курской губернии, которые поселились в Большой Тарасовке за двумя оврагами – эта часть деревни называлась Курщина. В 1856 году была построена деревянная православная церковь во имя Архангела Михаила

Согласно Списку населённых мест Российской империи по сведениям за 1859 год казённое село Тарасовка (оно же Свинуха) относилось к Николаевскому уезду Самарской губернии. В селе проживали 477 мужчин и 531 женщина. В Списке населённых мест Самарской губернии по сведениям за 1889 год село Большая Тарасовка значится в составе Рахмановской волости. В селе проживало 1881 житель, русские и мордва. Земельный надел - 7518 десятин удобной и 2063 десятины неудобной земли, имелись церковь, 8 ветряных мельниц. Согласно переписи 1897 года в селе проживало 2106 человек, все православные
Согласно Списку населённых мест Самарской губернии 1910 года село населяли бывшие государственные крестьяне, русские и мордва, православные, 1197 мужчин и 1222 женщины, в селе имелись церковь, 2 церковно-приходские школы, 8 ветряных мельниц.
28 июля 1919 года жители села поддержали восстание зелёных в Грачёвом Кусте и присоединились к бунту. В сентябре 1921 года под Большой Тарасовкой произошёл бой между красными и отрядом Иванова по кличке "Чёрный Сёмка", в результате которого банда была разгромлена. В голод 1921–1922 годов в Большой Тарасовке размещалась одна из благотворительных столовых АРА (Американская администрация помощи), проработавшая до 30 июня 1923 года
В марте 1929 года было организовано зерновое сельскохозяйственное кооперативное товарищество "Согласие". В июле того же года на его базе был образован колхоз, в 1930 году получивший название "Большевик". Колхоз "Большевик" просуществовал до кампании по укрупнению хозяйств 1950-х годов. Михаило-Архангельская церковь была закрыта в 1930-х годах и впоследствии полностью разрушена. Великая Отечественная война унесла жизни 40 жителей Большой Тарасовки.

## Физико-географическая характеристика
Село находится в Заволжье, на правом берегу реки Камелик. Высота центра населённого пункта - около 40 метров над уровнем моря. Рельеф местности равнинный. Почвы: в пойме Камелика - пойменные нейтральные и слабокислые, выше по склону - чернозёмы южные.
Село расположено в 58 км по прямой в западном направлении от районного центра села Перелюб. По автомобильным дорогам расстояние до районного центра составляет 64 км, до областного центра города Саратов - 290 км, до города Пугачёв - 54 км, до Самары - 240 км. Ближайший населённый пункт - село Малая Тарасовка расположено на противоположном берегу реки Камелик
Часовой пояс
Большая Тарасовка, как и вся Саратовская область, находится в часовой зоне МСК+1. Смещение применяемого времени относительно UTC составляет +4:00.

## Население
Динамика численности населения по годам:
| Годы      | 1859 | 1889 | 1897 | 1910 | 1918 | 1926 | 1979 | 2002 |
| --------- | ---- | ---- | ---- | ---- | ---- | ---- | ---- | ---- |
| Население | 1008 | 1881 | 2106 | 2411 | 2851 | 906  | 234  | 334  |

| 2002 | 2010 |
| ---- | ---- |
| 334  | ↘221 |

Национальный состав
Согласно результатам переписи 2002 года русские составляли 65 % населения деревни.